# DivX
DivX是DivX公司（前身是DivX Networks公司）的著名品牌，一種MPEG-4技術視頻編解碼器。该公司2007年秋以2200萬美元收購德國Main Concept。

## 歷史
DivX商標不同於“DIVX”（Digital Video Express，現已解散）。
DivX將encore2的代碼繼續發展成DivX 4.0，於2001年7月推出。至於曾有份參與OpenDivX的開發人員，則用encore2的代碼開發相同核心的開放源碼版本。DivX公司則繼續發展DivX編解碼器，於2002年3月推出DivX 5.0。
於2010年10月，DivX公司被Sonic Solutions收購。並於2011年2月，因Sonic Solutions被Rovi公司收購而成為旗下企業。

### 早期作品
1998年到2002年，獨立的愛好者在DVD擷取社區創建的軟件工具，大大提高了品質的視頻文件的DivX 3.11 Alpha版以及接下來的版本。

### 後期的作品
DivX採取encore2代碼並發展為DivX 4.0，最初發布於2001年7月。

## DivX媒體格式 (DMF)
DivX 6通過添加稱為「DivX媒體格式」（DMF）（帶有.divx副檔名）的可選媒體封裝格式，擴展了DivX在編解碼器和播放器中的範圍。
- DivX媒體格式（DMF）的特點：
  - 交互式視頻選單
  - 多字幕（XSUB）
  - 多音軌
  - 多個視頻流（特殊功能，比如獎金/額外的內容，就像在DVD視頻電影）
  - 章點
  - （XTAG）其他元數據（XTAG）
  - 多種格式
  - 部分向後兼容性為AVI格式

## 特色
DivX編解碼器和DivX播放器也可免費在DivX網站下載。
- 2009年1月6日，DivX7發佈，其中增加的H.264視訊，AAC格式音訊和Matroska容器支援，大大改善了原來的格式限制[2]。
- 2013年9月5日，DivX 10.0發佈，其中提供了DivX HEVC Plug-in，成為第一家為HEVC提供免費的影片播放器和影片轉換器的軟體廠商，啟用後即可播放或將其他格式影片轉換為HEVC影片。[3]

### 規範
DivX定義許多規範，代表著MPEG-4在DivX中應有的特色。因為開發小組不同於MPEG-4標準，故有一個DivX-specific裝置確認的工具給開發廠商。DivX's profiles不同於標準化的ISO/IEC MPEG-4國際標準。
|                      |              | Handheld（deprecated） | Portable（deprecated） | Portable（deprecated） | qMobile    | Mobile     | Home Theater           | High Def                       |
| -------------------- | ------------ | ---------------------- | ---------------------- | ---------------------- | ---------- | ---------- | ---------------------- | ------------------------------ |
| 版本                 |              | 5+                     | 3.11                   | 4+                     | 5+         | 5+         | 3.11+                  | 4+                             |
| Max.解析             | （px×px×Hz） | 176×144×15             | 352×240×30, 352×288×25 | 720×480×30, 720×576×25 | 177x144x15 | 320x240×30 | 720×480×30, 720×576×25 | 1280×720×30; 6.5: 1920×1080×30 |
| 大區塊               | （kHz）      | 1.485                  | 9.9                    | 40.5                   |            |            | 40.5                   | 108                            |
| Max. average bitrate | （Mbit/s）   | 0.2                    | 0.768                  | 4                      | 0.2        | 0.6        | 4                      | 4                              |
| Max. peak bitrate    | （Mbit/s）   | 0.4                    | 2                      | 8                      |            |            | 8                      | 20                             |
| Min. VBV buffer size | （KiB）      | 33                     | 128                    | 384                    |            | 65         | 384                    | 768                            |

## 編碼應用
Doctor Stanley. DiVX是一個由Divx公司創建的應用程式，可以轉換多種視頻格式為DivX編碼視頻。原來封閉原始碼的Dr. DivX終止於1.06版，這是最後一套可以Windows 9x/Me平台下執行的程式。開放源碼的部份已可以支援DivX 6。。
至於其他的應用程式還有AutoGK、VirtualDub、TMPGEnc以及DVDx。

## 競爭者
DivX的競爭者有Microsoft的Windows Media Video系列，還有Apple的QuickTime、Xvid以及RealNetworks的RealVideo系列。